# Holsworthy (Devon)
Holsworthy è un paese di 1 700 abitanti della contea del Devon, in Inghilterra.